# Ralph Bunche
Ralph Johnson Bunche (ur. 7 sierpnia 1904 w Detroit, zm. 9 grudnia 1971 w Nowym Jorku) – amerykański politolog i dyplomata, który w 1950 otrzymał Pokojową Nagrodę Nobla za prace mediacyjne w Palestynie, stając się pierwszym przedstawicielem ludzi czarnej rasy uhonorowanym tym odznaczeniem. W 1963 otrzymał także Medal Wolności od prezydenta Stanów Zjednoczonych Lyndona Johnsona.

## Młodość
Bunche urodził się w mieście Detroit w Stanach Zjednoczonych. Jego ojciec (Fred) był fryzjerem, a matka (Olive Agnes z domu Johnson) była amatorskim muzykiem. Kiedy był dzieckiem, jego rodzina przeniosła się do Toledo, a następnie w 1915 do Albuquerque. W 1916 zmarła jego matka, a ojciec, który wyjechał z Albuquerque w poszukiwaniu pracy, nie powrócił do dzieci po śmierci żony. Jakiś czas później ożenił się ponownie i Ralph nigdy więcej go nie spotkał. Młody Ralph wychowywał się razem z siostrą Grace u babki Lucy Taylor Johnson w Los Angeles.
Bunche ukończył z bardzo dobrym wynikiem Jefferson High School, a w 1927 ukończył UCLA, a następnie podjął studia na Harvard University. Aby dorobić do stypendium, pracował w lokalnej księgarni. W 1928 zdobył tytuł magistra nauk politycznych, a w 1934 doktora. W owym czasie pracował już w Departamencie Nauk Politycznych na Uniwersytecie Howarda. Był pierwszym czarnym Amerykaninem, który zdobył tytuł doktora nauk politycznych na amerykańskim uniwersytecie.

## Praca zawodowa

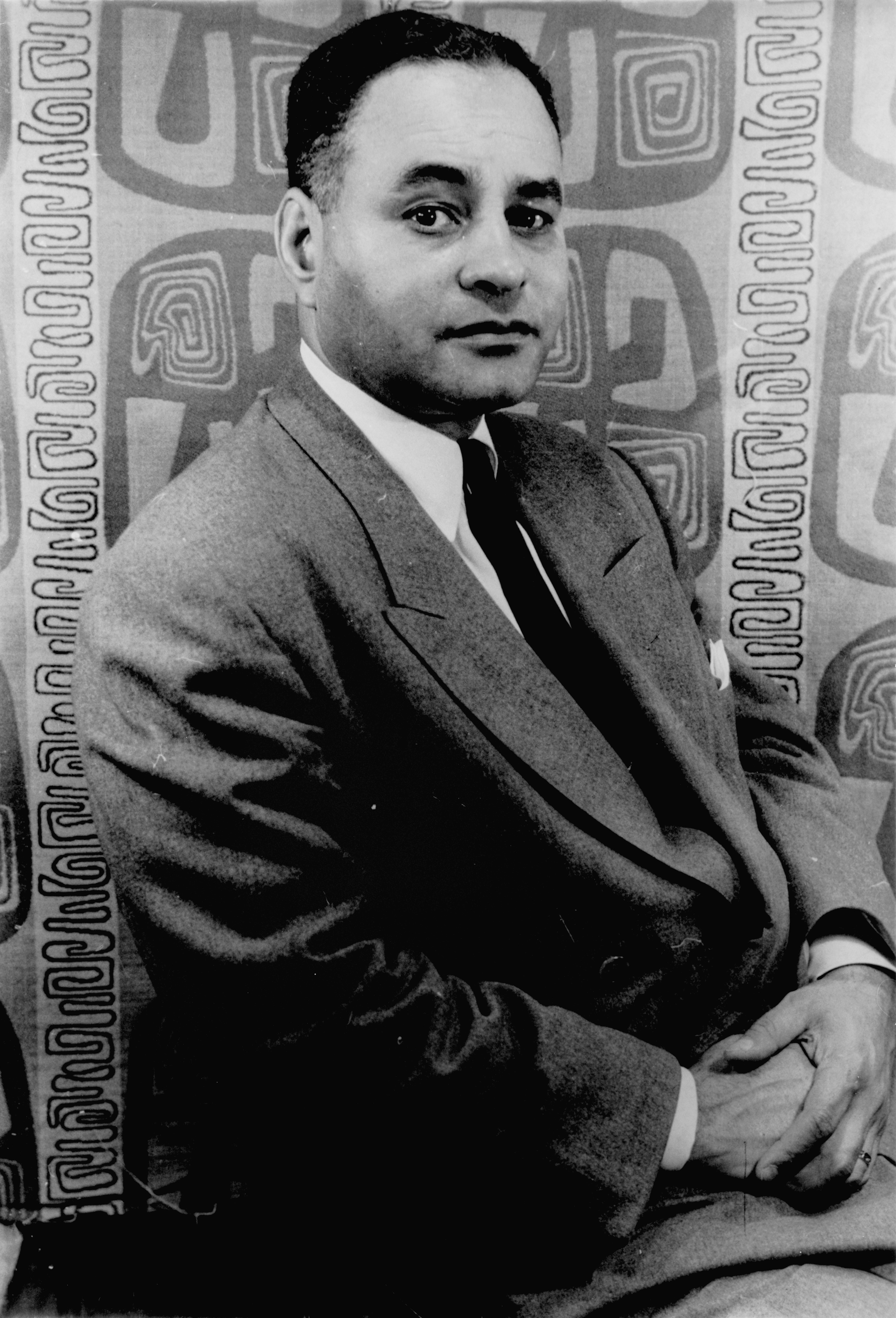
Ralph Bunche, 1951

W latach 1936–1938 prowadził podoktoranckie badania antropologiczne na London School of Economics, a następnie na Uniwersytecie Kapsztadzkim. Potem powróciłdo pracy w Departamencie Nauk Politycznych na Harvard University.
Podczas II wojny światowej Bunche służył w amerykańskiej agencji wywiadowczej Office of Strategic Services, a w 1943 został przeniesiony do Departamentu Stanu. Bardzo szybko został liderem w Institute of Pacific Relations. Wziął udział w konferencji w San Francisco w 1945, na której planowano założenie Organizacji Narodów Zjednoczonych. W następnych latach był związany z działalnością ONZ. Gdy w 1948 rozpoczął się konflikt izraelsko-arabski, po zabójstwie Mediatora ONZ w Palestynie Folke Bernadotte, Bunche został jego następcą. Uczestniczył we wszystkich negocjacjach pokojowych prowadzonych na wyspie Rodos, wypracowując w 1949 zawieszenia broni kończące I wojną izraelsko-arabską. Za swoją pracę otrzymał w 1950 Pokojową Nagrodę Nobla (pierwsza, którą uhonorowano czarnoskórego Amerykanina). Następnie Bunche uczestniczył w negocjacjach pokojowych w rozdartych konfliktami regionach, takich jak np. Kongo, Jemen, Kaszmir i Cypr. W 1968 objął stanowisko Podsekretarza Generalnego ONZ
Bunche był mocno zaangażowany w walkę o prawa obywatelskie w Stanach Zjednoczonych. W 1963 wziął udział w Marszu na Waszyngton, domagając się podniesienia płacy minimalnej i zniesienia segregacji rasowej. W czerwcu 1970 podupadł na zdrowiu i zrezygnował ze stanowiska w ONZ. Rok później zmarł w Nowym Jorku.

## Odznaczenia
- Pokojowa Nagroda Nobla (1950)
- Medal Wolności (1963)